# Chile i olympiska sommarspelen 1960
Chile deltog med 9 deltagare vid de olympiska sommarspelen 1960 i Rom.  Ingen av landets deltagare erövrade någon medalj.